# Ira Coleman
Ira Coleman (Stockholm, 29 april 1956) is een Amerikaanse jazzcontrabassist.

## Biografie
Ira Coleman werd geboren als zoon van een Afro-Amerikaan en een Zweedse in Stockholm. Zijn jeugd bracht hij door in Frankrijk en daarna in Wolfsburg, waar zijn moeder Vivianna Torun Bülow-Hube van 1968 tot 1978 woonde en waar Coleman zijn diploma haalde. Hij studeerde aanvankelijk aan de Hochschule für Musik Köln, daarna aangemoedigd door de bassist Jimmy Woode. Begin jaren 1980 studeerde hij aan de Berklee School of Music in Boston.
Na afronding van zijn studie bleef hij in de Verenigde Staten en speelde daar o.a. met Betty Carter (ook op tournee in Duitsland en op haar album Look What I Got, 1988), Freddie Hubbard, Mercer Ellington en Branford Marsalis. Langere samenwerkingen met Mulgrew Miller (in trio) en Tony Williams (bij wie hij zeven jaar speelde) volgden. Hij speelde als sideman van Wayne Shorter, Herbie Hancock (o.a. Gershwin's World 1998), John Esposito, Joe Henderson, Kenny Garrett, Bert Joris, Archie Shepp en Monty Alexander.
Hij begeleidde vanaf 2002 regelmatig Dee Dee Bridgewater en fungeerde als muzikaal leider van haar band. Bovendien speelde hij concerten resp. op albums (met composities van Duke Ellington en George Gershwin) met de operazangeressen Barbara Hendricks (2005) en Jessye Norman. In 2009 voegde Ira Coleman zich bij de band van Sting om het album If On A Winter's Night... op te nemen en ging hij samen met de nieuw geformeerde band op tournee.
Vanaf juni 2010 was Coleman met Sting en het Royal Philharmonic Concert Orchestra o.l.v. Steven Mercurio op een Symphonicity-wereldtournee om Sting en The Police-hits te presenteren in een nieuwe vorm. Bijkomstig aan deze wereldtournee verscheen bij Deutsche Grammophon en Cherry Tree in juli 2010 het studioalbum Symphonicities. Vanaf het voorjaar 2012 toerde hij met de band van Helge Schneider, waartoe eens zijn mentor Jimmy Woode behoorde. In september 2013 verscheen het nieuwe Sting-album The Last Ship, waaraan Coleman meewerkte en is hij weer op tournee met Sting. In december 2014 speelde hij met Edda Magnason (zang, piano) in het Niels Lan Doky Trio.

## Discografie
- 1992: Live at the Blue Note – Franco Ambrosetti
- 1994: In from the Cold – Jonny King
- 1996: Below the Bassline – Ernest Ranglin, met Idris Muhammad, Gary Mayone, Monty Alexander
- 1997: Rencontre – Georges Arvanitas
- 1998: Gershwin's World – Herbie Hancock
- 1998: Mirrors – Joe Chambers
- 2002: This Is New – Dee Dee Bridgewater
- 2002: Soul on Jazz – Philip Bailey
- 2002: Black Ivory Soul – Angélique Kidjo
- 2005: J'ai Deux Amours – Dee Dee Bridgewater
- 2006: El Momento – Betty Carter
- 2008: Kangaba – Neerman en Kouyaté
- 2009: If On A Winter's Night... – Sting
- 2010: Symphonicities – Sting met het Royal Philharmonic Concert Orchestra
- 2013: The Last Ship – Sting

- Bibliothèque nationale de France: cb13931363q (data)
- Gemeinsame Normdatei: 134762118
- International Standard Name Identifier: 0000 0000 5512 9961
- Library of Congress Control Number: n88626268
- MusicBrainz: 17aefca8-e2b4-414e-9ad2-76a57dfc95d5
- Nationale Bibliotheek van Israël: 987007352950305171
- SNAC: w6v26692
- Système universitaire de documentation: 157587584
- Virtual International Authority File: 199528
- WorldCat: E39PBJwxKW4fj9CHjVXVKgDH4q